# Bitwa morska pod Kamperduin
Bitwa morska pod Kamperduin (w angielskiej wersji: Camperdown) – starcie zbrojne, które miało miejsce 11 października 1797 roku podczas wojny Francji z pierwszą koalicją.
Bitwa morska stoczona w okolicach wsi Kamperduin, leżącej na północny zachód od Alkmaar w północno-zachodniej Holandii, pomiędzy flotą brytyjską dowodzoną przez admirała Duncana i holenderską dowodzoną przez admirała de Wintera. Bitwa zakończyła się zwycięstwem floty brytyjskiej.

## Wstęp
Od stycznia 1795 roku Holandia istniała jako Republika Batawska – państwo zorganizowane na wzór Republiki Francuskiej, z którą było sprzymierzone.
Admirał Duncan w 1797 roku blokował flotę holenderską (wtedy batawską) w Den Helder i Texel. Holenderska flota miała być użyta w ramach wyprawy organizowanej przez generała Lazare Hoche’a w celu osłony lądowania wojsk francuskich na terenie Irlandii, by wesprzeć tamtejsze antyangielskie powstanie. Istniały także plany, według których w Szkocji miało wylądować 50 000 żołnierzy holenderskich. Mieli oni opanować środkowy pas Szkocji z pomocą miejscowych zwolenników modelu państwa republikańskiego, którzy tworzyli organizację o nazwie Society of the United Scotsmen. Celem tej organizacji było utworzenie Republiki Szkockiej zorganizowanej na wzór Francji lub Stanów Zjednoczonych.
Długi postój floty holenderskiej w porcie wyczerpał zapasy zgromadzone na pokładach okrętów i wpłynął ujemnie na morale załóg. Holendrzy nie zdawali sobie sprawy, że przez kilka tygodni blokadę utrzymywały tylko cztery okręty z eskadry Duncana, gdyż reszta okrętów przystąpiła do buntu, który ogarnął wtedy flotę brytyjską, znanego pod nazwą Mutiny at the Nore. Bunt zakończył się we wrześniu, a jego główni przywódcy zostali powieszeni. Załogi zbuntowanych okrętów wróciły do służby.
W końcu września Holendrzy porzucili swoje plany inwazyjne. Gdy wieść o tym dotarła do Anglików, admiralicja brytyjska poleciła Duncanowi, by zabrał eskadrę do Yarmouth w celu dokonania niezbędnych napraw. Holendrzy natychmiast wykorzystali okazję i 8 października wyszli koło wyspy Texel przy ujściu Skaldy na Morze Północne, by ukoić bunty wśród własnych załóg, oraz, jeśli nadarzy się sposobność, zaatakować oddzielone od głównych sił niewielkie grupy okrętów brytyjskich. Brytyjczycy zawiadomieni przez kuter Black Joke i lugier Speculator, już 9 października zebrali się w okolicach Texel i czekali, aż Holendrzy wrócą do portu. Gdy de Winter 10 października dowiedział się o ruchach eskadry Duncana, natychmiast zawrócił, chcąc ponownie schronić się w porcie. Nie udało mu się jednak uniknąć walki.

## Bitwa
Obie floty spotkały się około 29 kilometrów (18 mil) od holenderskiego wybrzeża. Mający 24 okręty Brytyjczycy przy wietrze północno-zachodnim zwróceni byli w kierunku południowo-wschodnim, natomiast Holendrzy, którzy mieli 25 okrętów, tworzyli jedną linię zwróconą w kierunku wschód-południe-wschód. W brytyjskiej linii bojowej było 16 okrętów liniowych, a holenderskiej 15 okrętów liniowych i jedna fregata; mniejsze okręty operowały poza głównym szykiem. Podobnie jak w stoczonej 8 lat później bitwie pod Trafalgarem, okręty brytyjskie zaatakowały w dwóch kolumnach od strony nawietrznej. Znajdujący się na okręcie Venerable Duncan bezpośrednio dowodził grupą wysuniętą na wschód, natomiast grupą wysuniętą na zachód dowodził Richard Onslow, który znajdował się na okręcie Monarch.
W tym przypadku atak brytyjski przeprowadzony został w pośpiechu, by nie pozwolić okrętom holenderskim schronić się na płytkich wodach przybrzeżnych. Duncan dał swym okrętom sygnał, by nie zważając na szyk atakowały najbliższe upatrzone jednostki holenderskie. Od tego momentu część okrętów brytyjskich wysunęła się znacznie do przodu, podczas gdy inni kapitanowie trzymali swe jednostki z tyłu. Na czele obu atakujących kolumn płynęły okręty przywódców – Duncana i Onslowa.
Venerable przełamał holenderską linię i rozpoczął walkę ze znajdującym się od strony zawietrznej flagowym okrętem de Wintera zwanym Vrijheid. Kilka dalszych okrętów brytyjskich całkowicie złamało linię floty holenderskiej, powodując zamieszanie, w którym wszystkie okręty obu eskadr zaangażowały się w walkę. Anglicy wychodząc na stronę zawietrzną eskadry de Wintera odcinali Holendrów od przybrzeżnych płycizn. Dalszy ciąg bitwy polegał na pojedynkach okrętu z okrętem.
W bitwie eskadra brytyjska odniosła zdecydowane zwycięstwo i tylko kilka okrętów holenderskich zdołało uciec na wschód. Brytyjczycy zdobyli 11 okrętów nieprzyjaciela razem z 74-działowym okrętem flagowym Vrijheldem. Z powodu licznych uszkodzeń okrętów brytyjskich uciekające okręty holenderskie nie były ścigane. Brytyjczycy stracili 220 zabitych i 812 rannych, Holendrzy – 540 zabitych i 620 rannych. (według Mariner’s Mirror vol. 23 (1937) Brytyjczycy stracili 193 zabitych i 622 rannych, a Holendrzy – 520 zabitych i 952 rannych). Podobne straty w ludziach były wynikiem taktyki stosowanej przez obie strony, która polegała na strzelaniu w kadłuby okrętów przeciwnika.
Głowna przewaga brytyjska leżała w posiadaniu większej liczby dużych okrętów, a także w wyszkoleniu i zdyscyplinowaniu załóg. Brytyjska eskadra miała w bitwie siedem okrętów najsilniejszej klasy 74-działowej, a holenderska tylko cztery. Co prawda holenderskie okręty przenosiły cięższe działa 36-funtowe (brytyjskie: 32-funtowe) i miały dzięki temu cięższą salwę burtową, lecz dzięki mniejszej masie dział i lepszemu wyszkoleniu załóg, liczniejsze brytyjskie okręty mogły oddawać więcej salw. Należy zauważyć przy tym, że większość budowanych przez Holandię okrętów liniowych była mniejsza, niż okręty innych potęg morskich, z uwagi na konieczność operowania na przybrzeżnych płyciznach. Holenderskie okręty nie ustępowały natomiast brytyjskim wiekiem. Poza najsilniejszymi okrętami, Holendrzy mieli siedem okrętów liniowych klasy 60/68 działowej o zróżnicowanym uzbrojeniu i jakości, a Brytyjczycy także siedem porównywalnych klasy 64-działowej. Mniejsze znaczenie miały uzupełniające linię bojową słabsze okręty, z główną artylerią 24-funtową: cztery holenderskie okręty liniowe 50/56 działowe i duża fregata 44-działowa „Mars” (przebudowana z liniowca) oraz dwa brytyjskie okręty 50-działowe. Poza linią bojową operowały mniejsze jednostki. W eskadrze holenderskiej były to trzy fregaty, dwie korwety, cztery brygi i jeden bryg-awizo. Okręty brytyjskie wyposażano także w krótkolufowe karonady, które strzelały ciężkimi pociskami i powodowały szczególnie duże zniszczenia w walce toczonej na niewielką odległość. Ich wpływ na zwycięstwo jednak jest przeceniany w popularnej literaturze (stanowiły one ok. 7,5% dział, a część miała wagomiar tylko 18 funtów).
Do brytyjskiej niewoli dostał się wraz ze swym okrętem flagowym admirał floty holenderskiej de Winter. Duncan potraktował jeńca z respektem i pozwolił mu nawet zachować broń osobistą. Wiceadmirał de Winter został później w 1798 roku, z uwagi na swoją silną pozycję, uniewinniony od porażki przez sąd wojenny. Za sprawą de Wintera, winą obarczono i usunięto z marynarki kadm. Jonaha Bloys van Treslonga (który stracił w bitwie rękę), na różne kary skazano też czterech dowódców okrętów, które zdołały zbiec. Uniewinniono zaś dowódców okrętów, które się poddały, uznając stawiany opór za zaciekły. Wśród oficerów i marynarzy holenderskich odzwierciedlały się podziały polityczne, związane z okolicznościami ustanowienia Republiki Batawskiej, lecz wbrew spotykanym opiniom, walczyli oni z poświęceniem i stawiali zacięty opór.
Porażka floty holenderskiej sprawiła, że Francuzi nie zdołali wysłać do Irlandii oddziałów ekspedycyjnych aż do sierpnia 1798 roku, ale wtedy powstanie irlandzkie było już w większości zdławione.

## Flota brytyjska
Okręty biorące udział w bitwie podane w przypuszczalnej kolejności, w jakiej występowały w szyku (na prawo od nazwy liczba dział).
Pierwsza grupa
- Lancaster 64
- Isis 50
- Belliqueux 64
- Bedford 74
- Ardent 64
- Venerable 74 (okręt flagowy)
- Triumph 74 (Essington)
- Circe 28

Druga grupa
- Beaulieu 40
- Agincourt 64
- Adamant 50
- Veteran 64
- Monarch 74 (VA Onslow)
- Powerful 74
- Director 64 (William Bligh)
- Monmouth 64
- Russell 74 (Trollope)
- Montagu 74 (Knight)

Inne okręty
- Martin (kuter)
- Rose (kuter)
- King George (kuter)
- Active (kuter)
- Diligent (kuter)
- Speculator (lugier)

## Flota holenderska
Okręty biorące udział w bitwie podane w kolejności, w jakiej występowały w linii bojowej (na prawo od nazwy liczba dział). Druga liczba dział podana po przekątnej kresce pochodzi z czasopisma Mariner’s Mirror vol. 23 (1937)
Linia bojowa
- Gelijkheid 64/68 – zdobyty przez okręty Belliqueux i Lancaster o godzinie 15.10
- Beschermer 50/56
- Hercules 64 (Musquetier?) – ogarnięty pożarem, zdobyty
- Admiraal (Tjerk Hiddes) De Vries 64/68 – zdobyty przez okręt Isis o godzinie 15.00
- Vrijheid 74 (okręt flagowy) – zdobyty o godzinie 15.15
- Staten-Generaal 74 (Story)
- Wassenaar 64 – zdobyty przez okręty Powerful i Veteran o godzinie 14.00
- Batavier 50/56
- Brutus 74 (RA Bloys van Treslong)
- Leyden 64/68
- Mars 44 (fregata)
- Cerberus 64/68
- Jupiter 74/72 (VA Reyntjes) – zdobyty przez okręt Russell?? o godzinie 13.45
- Haarlem 64/68 – zdobyty przez okręt Adamant o godzinie 13.15
- Alkmaar 50/56/52? – zdobyty o godzinie 14.30
- Delft 50/54/60 – zdobyty o godzinie 14.15, zatonął 15 października o godzinie 14.30

Mniejsze jednostki
- Monnikendam 44 (fregata, maks. działa 18-funtowe)[11] – zdobyty o godzinie 14.00, rozbił się
- Embuscade 32/36 (fregata, maks. działa 12-funtowe) – zdobyty, osiadł na mieliźnie, odzyskany przez Holendrów[8]
- Heldin 32 (fregata, maks. działa 12-funtowe)[8]
- Minerva 24 (korweta)
- Waakzaamheid 24 (korweta)
- Ajax 18 (bryg-korweta)
- Atalanta 18 (bryg-korweta)
- Daphne 18 (bryg-korweta)
- Galathée 18 (bryg-korweta)
- Haasje 6 (bryg-awizo)[8]

? (łódź pomocnicza)